# Phylloxera dryophila
Phylloxera dryophila är en insektsart. Phylloxera dryophila ingår i släktet Phylloxera och familjen dvärgbladlöss. Inga underarter finns listade i Catalogue of Life.